# Falls Road
Falls Road (irski: Bóthar na bhFál) glavna je ulica u zapadnom Belfastu od Divis Streeta u središtu grada do Andersonstowna u predgrađima. Ime ulice se poistovjećuje s katoličkim i nacionalističkim četvrtima grada. Katedrala sv. Petra i glavna bolnica Royal Victoria Hospital nalaze se nedaleko ulice Falls Road. Ulica je bila i važno mjesto tijekom The Troubles u Sjevernoj Irskoj. Ovdje se nalazi i groblje Milltown Cemetery na kojem je 1988. Michael Stone izveo Masakr u Milltownu, kada je bacio nekoliko bombi i pucao u ožalošćenu masu na pokopu trojice članova IRA-e. Oko 50 osoba je tada povrjeđeno a tri osobe su ubijene. Falls Road je također popularno turističko odredište jer se na njemu mogu vidjeti murali koji opisuju događaje tijekom sjevernoirskog sukoba.  
Poznato groblje Milltown Cemetery nalazi se ovdje na kojem je između ostalih pokopan Bobby Sands.